# Arturo Dávila
Arturo Nicolás Dávila Zelada (Trujillo, 1987) es una persona transmasculina no binaria peruana que se dedica a la escritura, la producción, el cine, la dirección audiovisual, la dramaturgia y la gestión cultural.

## Biografía
Dávila fundó la organización cultural Trans Arte, la cual es reconocida como un punto de cultura en Perú.Gran parte de sus escritos se encuentran en múltiples antologías y plataformas de alcance internacional, sus publicaciones han aparecido en plataformas digitales de países como Honduras, México, España, Chile, Colombia, Francia y Perú. Su expresión artística abarca temas como la identidad, el género, el cuerpo como territorio y la memoria.  
En 2020, fundó la plataforma de trabajo Llegó Delivery junto a otras personas trans y no binaries con el objetivo de auto contratarse y ocupar un puesto laboral.
En el 2021 y 2022 ha presentado sus obras en festivales tanto nacionales como internacionales, entre ellos Gahetón (2021), Outfest 2021 (Lima), Festival Chama Em Ação 2021 (Brasil), Antifil 2021 y 2022 (Lima), Travesti Festi 2022 (Lima) y Fogón Poético 2022 (Argentina). Además, como gestor cultural, ha organizado más de 52 festivales artísticos y dos festivales literarios.
En 2022 formó parte de los colectivos Trans Historias, Trans Arte, Diversidades Trans Masculinas y Archivo de Artistes Anónimes. Sus publicaciones han aparecido en diversas revistas y periódicos, entre ellos Ayllu Warmikuti (2020), Crónicas de la Diversidad, el periódico Crónicas de la Diversidad, EOLLES y Transgarte.
En el 2022, Dávila fue jurado de los Premios Gio en la categoría de cine LGBTIQ+ en el Festival de Cine de Lima de la PUCP.
En 2022 fundó la productora trans "Se Logra Producciones", colectivo de personas trans dedicado a la producción de audiovisuales, festivales, conciertos y otros eventos.

## Teatro
En 2019 dirigió la obra teatral Trans Historias, obra teatral que retrata la historia de cinco personas trans peruanas.
En 2022 se ocupó de la dirección artística en Sobrevivir, obra de música, arte y canto, junto a Angellina Miladi, Almendra Pamela y Eme como los artistas en escena. Este evento se inauguró el 17 de junio del 2022 y tuvo lugar de presentación en el Auditorio ICPNA.

## Literatura
En 2021 escribió el poemario Las luces y las flores.
En 2023 escribió el libro Historias Kabras, de la editorial Alza el vuelo Ediciones, libro que combina prosa y poesía,es una colección de relatos que a través de la ficción, explora experiencias personales del autor, el libro gira en torno a tres figuras: la madre, la novia y el hijo, presentadas en distintos contrastes, la narración aborda lo cotidiano, los cambios y referencias astrológicas, ofreciendo una perspectiva íntima sobre estos temas. En el mismo año presentó el poema Tic toc media luna para el Círculo Intl. de Poesía y Arte Mujeres Puños Violeta Mi mundo surrealista.

## Filmografía
En 2022 formó parte del equipo de producción en el documental Bajo el arcoíris de Más Igualdad Perú. Ese mismo año dirigió Los Danzantes, proyecto seleccionado para el II Laboratorio de Proyectos de Cine LGTB+ denominado Queer Lab, en el marco del 19no OutfestPerú - Festival de Cine LGTB+ de Lima.
En 2023 dirigió el cortometraje A mares amores. Durante el 2023 se desempeñó como director del primer reality trans del Perú Degeneradxs,un documental protagonizado por activistas trans y no binarios del centro y norte del Perú, enfocado en visibilizar las necesidades de una ley de identidad de género para garantizar sus derechos y combatir la transfobia.

## Videoclips musicales
Entre 2021 y 2023, fue parte de la producción de varios videoclips musicales, destacando Júrame de Antay Vargas, en colaboración con Eme Eyzaguirre; El reino de los raros de Marden Crunjer;No Exotice (2022) y Travesti del Perú (2023) de Gad Yola.

## Premios y reconocimientos
- En el 2021 recibió una mención honorífica en la segunda edición del Concurso Internacional de Poesía J. Bernavil (España, 2021).[3]
- En 2022 fue ganador con el corto ficción Los Danzantes del II QUEER LAB Laboratorio de Proyectos de Cortometrajes LGBT+ del Outfest, festival Internacional de Cine LGBT+ de Lima. (2022).[3]
- En 2022 fue Ganador del 1er lugar a mejor guion con Solidaridad Trans y Rubo por otoño de la primera edición del Festival Palanca, Festival de historietas LTGB+ Peruanas PALANCA.[18]
- En 2022 fue designado jurado de los premios Gio en la categoría de cine LGTBIQ+ en el Festival de Cine de Lima de la PUCP.[19]
- En 2023 fue ganador de estímulos económicos DAFO con el corto ficción Corazón danzante. [20]
- En 2023 fue ganador del mejor libro de no ficción TLGBIQ 2023 con Historias Kabras del jurado Crónicas de la Diversidad.[21][5]